# Лисов (Плзењ-југ)
Лисов (чеш. Lisov) је насељено мјесто са административним статусом сеоске општине (чеш. obec) у округу Плзењ-југ, у Плзењском крају, Чешка Република.

## Становништво
Према подацима о броју становника из 2014. године насеље је имало 116 становника.